# Francesc Condeminas i Mascaró
Francesc Condeminas i Mascaró   (Barcelona, 11 de novembre de 1890 - 15 de desembre de 1959) fou un Doctor en Filosofia i Lletres, Llicenciat en Dret i Ciències Socials, Perit i Professor Mercantil i mestre d'ensenyament primari.

## Biografia
Vinculat familiarment als negocis marítims, l'any 1913, amb els seus germans Manel i Josep Maria, es va fer càrrec de l'empresa familiar Hijos de M. Condeminas, empresa de consignataris. El 1928 van fundar la Compañia Española de Turismo i el 1930 van inaugurar una línia aèria (amb hidroavions) entre Barcelona i Gènova. El 1939 Francesc i Josep Maria (Manuel havia estat assassinat durant la guerra, el 27 de juliol de 1936) es dediquen també al ram de l'estiba, i es fan amb una concessió del Servicio Nacional del Trigo i amb un altre de correus. El 1945 posen en marxa una línia regular de càrrega, el 1950 una Divisió de Passatge. Finalment l'any 1954 funden els Tallers Nautilus al port de Barcelona.
En la vessant cultural, fou director del Museu Naval de l'Institut Nàutic de la Mediterrània. Va ser destituït, investigat i expedientat després dels successos d'octubre de 1934 amb l'argument que impartia classes en català. L'1 de novembre de 1936 va prendre possessió com a director del Museu Marítim de Catalunya, però va dimitir el 5 de juliol de 1937, essent substituït per Fernando Arraz Casaus. Va tornar al museu el novembre de 1939, fent-se càrrec de la direcció de forma provisional i amb caràcter voluntari, si bé després va tornar a ser oficialment el director i va guiar el vaixell al bon port de la inauguració oficial el 18 de gener del 1941. En portaria el timó fins a la seva mort l'any 1959. Fou vicedirector de l'Escola Oficial de Nàutica (el 1932), on va també va ser Catedràtic de Geografia General i Història Universal; Geografia General i d'Espanya; Història d'Espanya; Geografia, Meteorologia i Oceanografia, i finalment Catedràtic de Geografia i Arqueologia Naval el 1937.
Tingué també càrrecs a l'Associació de Consignataris o a la Junta Local de Barcelona de la Sociedad Española de Salvamento de Nàufragos (de la qual va ser vicepresident). Fou nomenat, el 23 de juliol de 1936 "Delegat de la Generalitat de Catalunya per la inspecció d'edificis confiscats destinats a institucions del poble". També fou Tinent d'Alcalde d'Hisenda a l'Ajuntament de Barcelona, membre de la Reial Acadèmia d'Història, Vicepresidents de la Comissió Provincial de Monuments Artístics i Arqueològics, President de l'Associació de Naviliers i Consignataris, President de l'Apostolat del Mar, vocal del CSIC i de l'Institut d'Estudis Hispànics, conseller del Consorci del Port Franc, de la Fira de Mostres, de la Junta d'Urbanització i Aquartelament, Diputat de la Diputació de Barcelona, etc.
Rebé diferents condecoracions: Creu del Mérit Naval de 1a Classe, Encomienda d'Alfonso X El Savi, de Sant Raimon de Penyafort, i altres condecoracions espanyoles i estrangeres.
Publicà diferents llibres: La marina histórica. Evolución del buque a través del tiempo (1920), La Marina Española. Compendio Histórico (1923), La Marina Militar Española. Compendio Histórico (1930), etc. També Cervantes marino (treball llegit a l'Escuela Oficial de Náutica de Barcelona amb motiu de la Fiesta del Libro de 1926.